# Alfonso Corona
Alfonso Corona del Rosal (Ixmiquilpan, 1 juli 1908 - Mexico-Stad, 7 januari 2001) was een Mexicaans politicus.
Corona studeerde recht aan de Nationale Autonome Universiteit van Mexico (UNAM) en sloot zich aan bij de Institutioneel Revolutionaire Partij (PRI). Hij diende in beide kamers van het Congres van de Unie en werd in 1957 tot gouverneur van zijn thuisstaat Hidalgo gekozen en van 1958 tot 1964 was hij voorzitter van de PRI. Na het aftreden van Ernesto P. Uruchurtu werd hij in 1966 door president Gustavo Díaz Ordaz benoemd tot regent van het Federaal District, oftewel burgemeester van Mexico-Stad.
Onder het burgemeesterschap van Corona werd de eerste lijn van de metro van Mexico-Stad maar hij wordt vooral herinnerd wegens de studentenopstanden van 1968, die uitliepen op het bloedbad van Tlatelolco, waarbij 250 demonstranten om het leven kwamen. Corona heeft betrokkenheid bij Tlatelolco altijd ontkent, en verklaarde bovendien dat er slechts 36 slachtoffers waren gevallen.
In 1986 trok Corona zich terug uit het openbare leven en overleed vijftien jaar later.